# ’Til Death Do Us Party
'Til Death Do Us Party – drugi album studyjny szwedzkiej grupy heavymetalowej Crucified Barbara wydany 11 lutego 2009 roku przez GMR Music Group.

## Lista utworów
1. „Killer on His Knees” – 3:58
2. „Pain and Pleasure” – 3:37
3. „Sex Action” – 3:00
4. „Creatures” – 3:46
5. „Jennyfer” – 3:49
6. „Dark Side” – 3:44
7. „Can’t Handle Love” – 3:32
8. „Blackened Bones” – 4:02
9. „Danger Danger” – 3:33
10. „Rats” – 3:52
11. „Feels like Death” – 3:33

## Twórcy
- Mia Coldheart – gitara, śpiew
- Klara Force – gitara, wokal wspierający
- Ida Evileye – gitara basowa
- Nicki Wicked – perkusja, wokal wspierający
- Mats Levén – śpiew (utwór 5)
- Phil Campbell – gitara prowadząca (utwór 6)
- Mats Levén – produkcja
- Jocke Skog – realizacja nagrań, miksowanie
- Sören Von Malmborg – mastering
- Fredrik Etoall – projekt okładki